# Église Saint-Jean-l'Évangéliste de Nice
Pour les articles homonymes, voir église Saint-Jean-l'Évangéliste.
L’église Saint-Jean-l'Évangéliste est une église catholique située à Nice, dans le quartier du Ray.

## Histoire

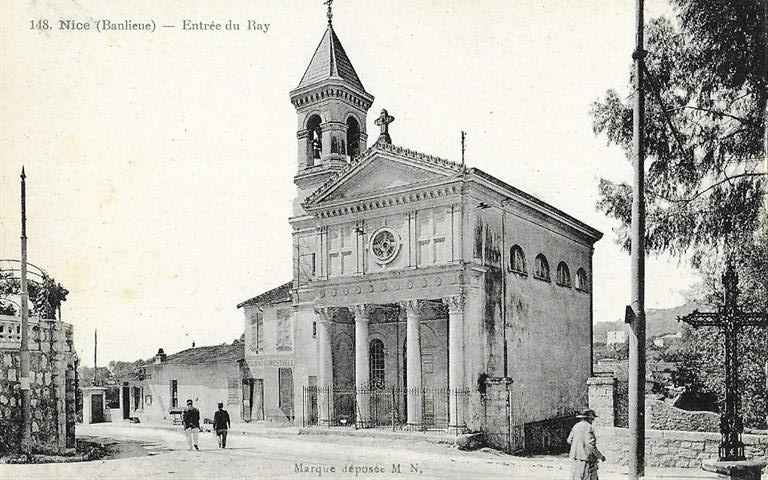
L'ancienne église Sainte-Croix du Ray à la fin du XIX.

L'église est inaugurée le 24 juin 1978. Elle remplace alors la chapelle Sainte-Croix, située 500 mètres plus au sud aux abords de la place Fontaine-du-Temple, et démolie en 1969.